# Velika Njiva (Šekovići)
Pour les articles homonymes, voir Velika Njiva.
Velika Njiva (en serbe cyrillique : Велика Њива) est un village de Bosnie-Herzégovine. Il est situé dans la municipalité de Šekovići et dans la république serbe de Bosnie. Selon les premiers résultats du recensement bosnien de 2013, il compte 338 habitants.

## Démographie

### Répartition de la population par nationalités (1991)
En 1991, le village comptait 512 habitants, répartis de la manière suivante :